# Pomnik (wieś)
Pomnik (niem. Pomnick) – wieś w Polsce położona w województwie warmińsko-mazurskim, w powiecie kętrzyńskim, w gminie Korsze.
W latach 1975–1998 wieś administracyjnie należała do województwa olsztyńskiego. Miejscowość jest częścią sołectwa Parys.

## Położenie geograficzne
Wieś jest położona w północno-wschodniej części gminy Korsze i graniczy z gminą Barciany. Pod względem historycznym miejscowość leży w Prusach Dolnych, na obszarze dawnej Barcji. Wieś jest położona na Nizinie Sępopolskiej, nad Gubrem, który przepływa przez miejscowość od południa w kierunku północnym. W kierunku północno-wschodnim od Pomnika rozciąga się zespół parkowo-leśny przyległy do pałacu w Drogoszach. Przez teren wsi przebiega droga wojewódzka , łącząca Barciany z Biskupcem. Do sąsiednich Drogosz jest stąd 2 km, do Korsz – 7,5 km. Od 2015 roku wzdłuż tej drogi przez miejscowość biegnie szlak rowerowy Green Velo, łączący w tym miejscu Sępopol i Korsze z Barcianami.

## Historia
Wieś założono w 1370 roku na obszarze sześciu włók. Pomnik lokowany był na prawie chełmińskim. Przywilej lokacyjny dla wsi, noszącej wówczas nazwę Pomenigk (od imienia pierwszego zasadźcy Pomene), wydał komtur bałgijski Ulrich Fricke 24 czerwca 1370 Dokument lokacyjny poświadczony przez prokuratora zamku w Kętrzynie Rudolfa von Nusplingen dotyczył też przywileju na założenie młyna wodnego. W XVI w. wieś wzmiankowana jest jako Pomenycken, a od 1780 do 1945 używana była nazwa Pomnick. Od zakończenia wojny trzynastoletniej 1454–1466 do początku XVII wieku wieś znajdowała się we władaniu rodziny Rautterów. Później stała się własnością Dönhoffów. W 1785 roku wieś liczyła 9 domów i młyn, a w 1817 roku Pomnik był szlacheckim folwarkiem o 8 domach zamieszkałych przez 89 osób.  W roku 1866 majątek przeszedł w drodze spadku na rzecz rodziny Stolberg-Wernigerode, do której Pomnik należał do roku 1945.
Po zakończeniu drugiej wojny światowej wskutek spowodowanych nią zmian terytorialnych wieś weszła w skład Polski. Po 1945 r. na terenie dawnego folwarku utworzono PGR, a w 1991 r, jego grunty przejęła Agencja Własności Rolnej Skarbu Państwa.

## Zabytki

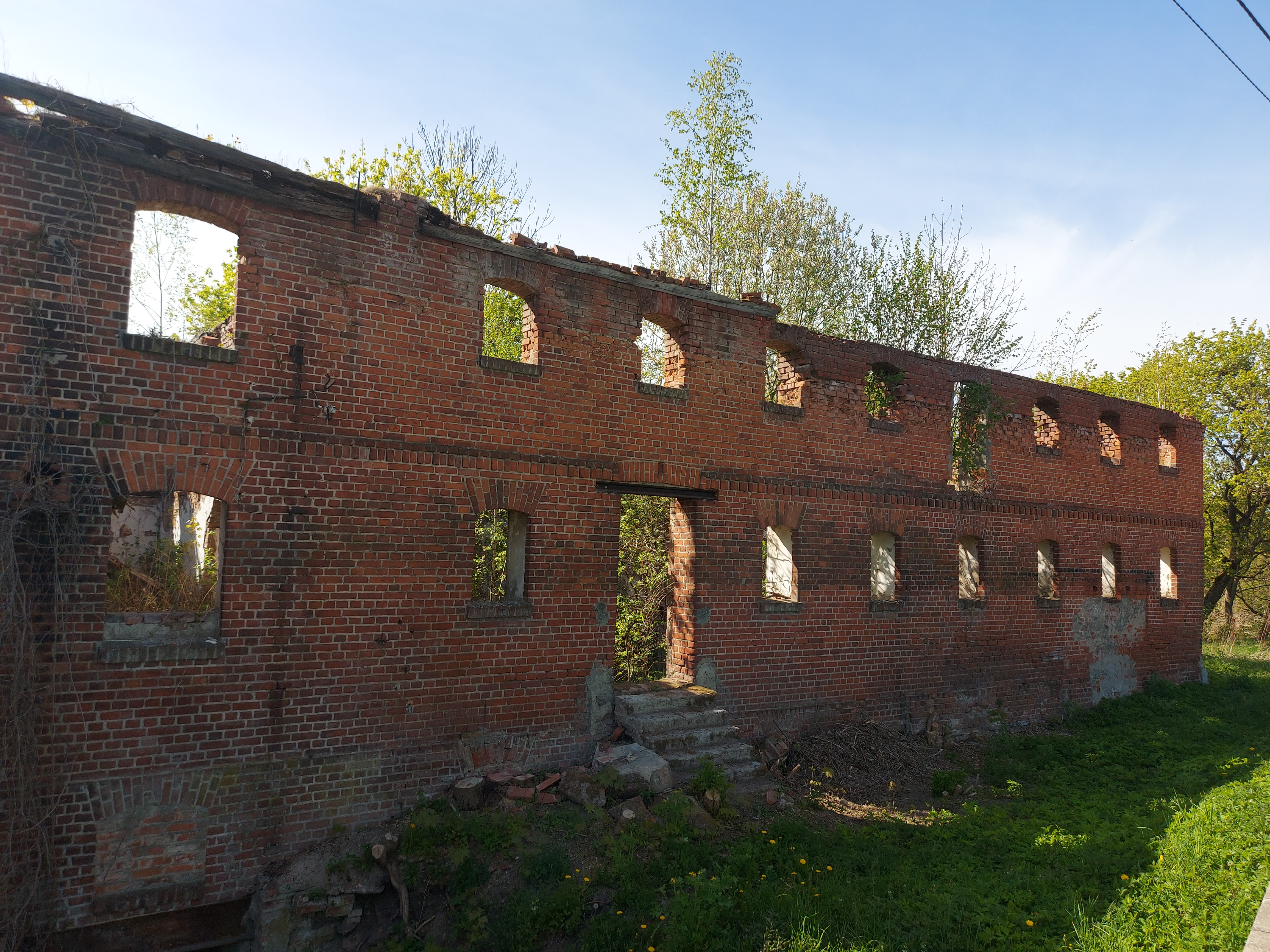
Ruiny młyna wodnego

Młyn wodny z 1884 wraz z urządzeniami hydrotechnicznymi.
W końcu XIX w. w młynie została zainstalowana turbina wodna, która napędzała cztery złożenia kamieni młyńskich. Z czasem w komorze zamontowano drugą turbinę, która napędzała generator produkujący prąd na potrzeby całej wsi. Mlewniki kamienne zastąpiono mlewnikami walcowymi (w młynie
było sześć par walców). W czasie działań wojennych I i II wojny światowej młyn nie został zniszczony. W 1945 r. użytkowany był przez Armię Czerwoną, a w 1947 r. przejęty został przez Państwowe Zakłady Zbożowe, następnie Rejonowe Przedsiębiorstwo Młynów w Biskupcu. Napęd wodny tego młyna stosowany był do 1964 do czasu, kiedy zbudowano nowy most na rzece Guber i zdemontowano urządzenia piętrzące jazu. Młyn działał do 1975, potem stał się magazynem zboża i pasz.
Obecnie w stanie ruiny.

## Ochrona przyrody
Teren wsi jest częścią Obszaru Chronionego Krajobrazu Doliny Rzeki Guber.

## Demografia
Liczba mieszkańców: w 1817 – 89 osób, w 1970 – 107, w 2011 – 92.